# Биола (Бјела)
Биола је насеље у Италији у округу Бијела, региону Пијемонт.
Према процени из 2011. у насељу је живело 47 становника. Насеље се налази на надморској висини од 804 м.